# Jan Kiepura

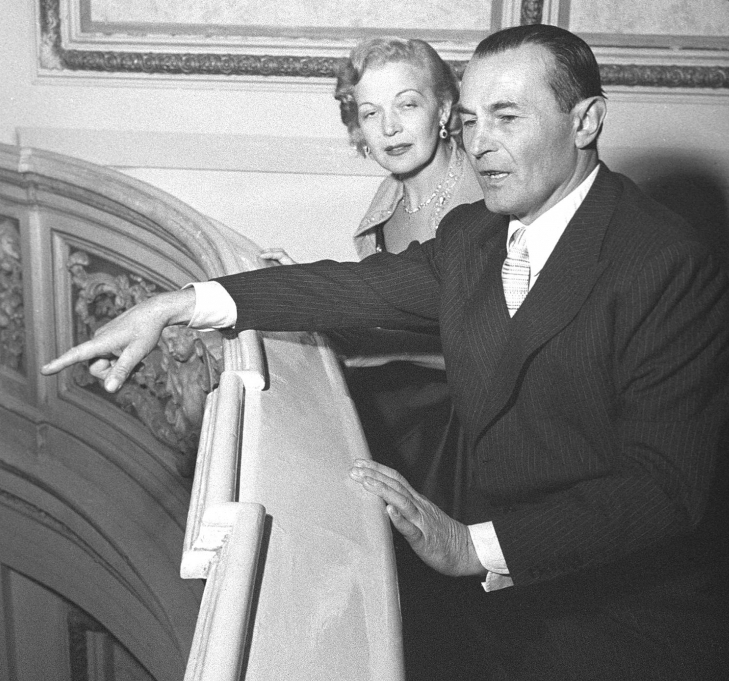
Marta Eggerth & Jan Kiepura (1954)

Jan Wiktor Kiepura, född 16 maj 1902 i Sosnowiec i Kejsardömet Ryssland (nu Polen), död 15 augusti 1966 i Harrison i delstaten New York, var en polsk operasångare (tenor) och skådespelare.
Kiepura väckte första gången uppseende som prinsen i Puccinis Turandot på Wienoperan och tillhörde därefter länge dess ledande krafter. Kiepura sjöng även bland annat i Berlin, New York och London. Mest känd blev han genom ljudfilmen Heute Nacht oder nie (1932).
Kiepura var från 1936 till sin död gift med den ungerska operasångaren och filmstjärnan Mártha Eggerth. Äktenskapet varade till hans död 1966. Han ligger begravd på Powązkikyrkogården i Warszawa.
Kiepura tilldelades Nordstjärneorden 1937.